# 時間戰爭
時間戰爭，更准確地說是最後一次時間大戰，是在英國科幻電視劇《神秘博士》宇宙中發生的一場衝突。衝突的雙方，時間領主和Daleks最後都由於博士而毀滅。
此事件發生在1996年電視電影和2005年重新播出的節目之中。電視上並沒有直接描述此次戰爭，但在2005年之後的節目中被頻繁提起。此戰爭的具體過程從未被完整解釋。短暫的描述在2005-2007年的節目中都有，但直到2007年節目的最後兩集才被正式地談論。2009-2010年的兩集特別篇《時間結束》提供了更多信息。
直至50週年紀念特輯 The Day of the Doctor ，才解釋原來時間領主的星球 Gallifrey 是沒有被博士消滅，只是被收藏至不明時空鎖中，這是用Gallifrey的工藝技術辦到的，可是在戰爭博士 The War Doctor 重新成第九任時卻忘記了這事，原因在最後道別的時候有提到，舉例來說第十任要重生的時候有說了:「我還不想走。('cause I don't wanna go)」，可是在最後的時候也有說到。